# Lijst van vulkanen in Azerbeidzjan
Dit is een lijst van vulkanen in Azerbeidzjan.

## Lijst
| Naam             | Hoogte   | Provincie    | Coördinaten            | Laatste uitbarsting |
| ---------------- | -------- | ------------ | ---------------------- | ------------------- |
| Mets Ishkhanasar | 3.552 m  | Sjoenik      | 39° 35′ NB, 46° 11′ OL | Onbekend            |
| Porak            | 2.800 m  | Gecharkoenik | 40° 1′ NB, 45° 47′ OL  | 778 v.Chr.          |
| Tskhouk-Karckar  | 3.000+ m | Sjoenik      | 39° 44′ NB, 46° 1′ OL  | 3000 v.Chr.         |